# Кременчуцький річковий порт
Кременчу́цький річкови́й порт — порт, що розташований на Дніпрі у місті Кременчуці Полтавської області України.

## Структура
Кременчуцькому порту підпорядковано сім пристаней (4 на Дніпрі та 3 на річках Сіверському Дінці, Сулі, Ворсклі), а також діють річкові вокзали у Кременчуці, Світловодську, Горішніх Плавнях.
Ремонтна база порту складається з:
- судоремонтних майстерень
- плавучого доку для підняття та ремонту самохідних і несамохідних судів
- кормопідйомнику вантажопідйомністю 320 т
- судоспускового пристрою.

## Характеристики
Має можливість відправляти та приймати вантажі річковим, автомобільним і залізничним транспортом. До матеріальної бази порту належать: флот, вантажна дільниця, док, судноремонтні майстерні, БЗВ. Порт відкритий для судів типу «річка—море» (завдовжки до 120 м та осадкою судна до 3,5 м). А також є можливість відвантажувати вантажі у п'ятитонних контейнерах та в міжнародних 20-футових контейнерах. Переробка вантажів здійснюється портальними кранами вантажопідйомністю 5-20 т шляхом перевалки з одного виду транспорту на інший (у тому числі залізничний, автомобільний, водний). Для зберігання цих вантажів порт має спеціалізовані відкриті склади та закриті складські приміщення.

## Діяльність
Кременчуцький річковий порт добуває промисловий пісок у родовищі «Крячинівське» (на підставі ліцензії і проєкту) та згідно з «Водним Кодексом» здійснює поглиблення суднового ходу в акваторії порту.
Кременчуцький річковий порт обслуговує прилеглі кам'яно—щебеневі кар'єри.
Із квітня по листопад у порту триває навігаційний період. Флот здійснює перевезення буксирними теплоходами порту зі складом несамохідних суден у басейні річки Дніпра з його притоками вище за течією до — п. Чорнобиль, нижче за течією до — п. Херсон.
Продукція: будівельні матеріали, пісок, гравій. Послуги: вантажні річкові перевезення, оренда водних транспортних засобів та устаткування. Кількість працівників — 208 осіб.

## Історія

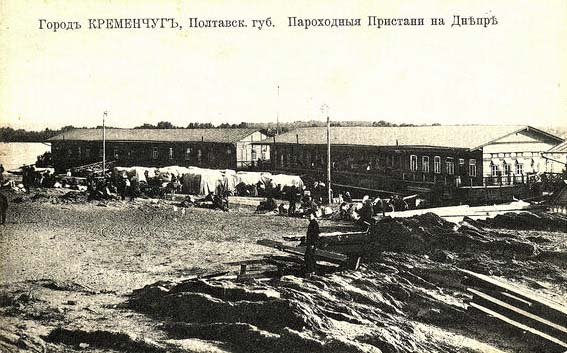
Пароплавна пристань у Кременчуці (початок XX століття)

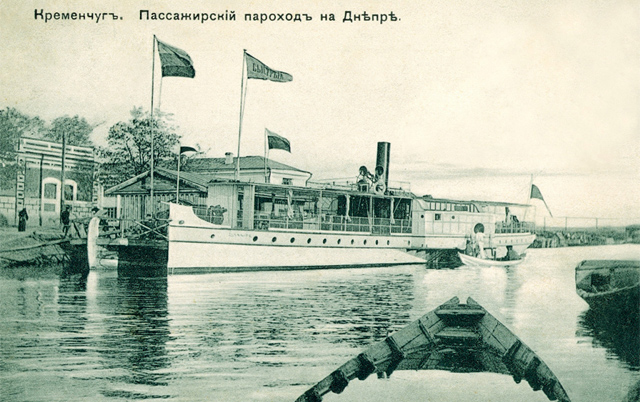
Пароплав на Дніпрі біля Кременчуцької пристані (початок XX століття)

Кременчуцький річковий порт було засновано 1823 року як пристань, а з 1850 було відкрито першу регулярну пасажирську лінію між: Кременчуком і Пінськом.
У XX столітті це була основна пристань, яка обслуговувала прилеглий аграрний регіон. Крім сільськогосподарських продуктів, водним шляхом із Кременчука вирушали гужові повозки та екіпажі. Товариства та безліч приватних осіб розсилали свої пароплави по Дніпру та чотирьом його притокам. Щоденно декілька пасажирських пароплавів вирушали не тільки вверх, але і вниз до Катеринослава. По Дніпру проходили безліч різноманітних продуктів та виробів: дерев'яний посуд та інші дерев'яні вироби, смола, дьоготь, скло, залізо у всіх видах, крейда, цукор, вугілля тощо. Кременчуцька пристань була чи не найбільшою з усіх подібних пристаней на Дніпрі.
За радянських часів порт підпорядковувався Головному управлінню річкового флоту при Раді Міністрів УРСР.
Шляхом перетворення державного підприємства Кременчуцький річковий порт 1993 року було перейменоване у Відкрите акціонерне товариство «Кременчуцький річковий порт».